# Barwena żółtopłetwa
Barwena żółtopłetwa (Mulloidichthys vanicolensis) - gatunek ryby promieniopłetwej z rodziny barwenowatych.

## Występowanie
Występuje w regionie indopacyficznym, m.in. w Morzu Czerwonym na głębokościach od 5 do 113 m. Dorasta do 40 cm długości. Odżywia się wieloszczetami i skorupiakami.